# Giải Grammy lần thứ 61
Giải Grammy lần thứ 61 được tổ chức vào ngày 10 tháng 2 năm 2019 tại Trung tâm Staples, Los Angeles. Nữ ca sĩ kiêm người viết bài hát Alicia Keys là người chủ trì chương trình.
Lễ trao giải vinh danh những bản thu âm ca nhạc phát hành và nghệ sĩ, ban nhạc hoạt động trong khoảng thời gian từ ngày 1 tháng 10 năm 2017 đến ngày 30 tháng 9 năm 2018. Các đề cử được công bố trước đó vào ngày 7 tháng 12 năm 2018.
Nữ ca sĩ nhạc đồng quê Dolly Parton được vinh danh ở hạng mục MusiCares Person of the Year 2 ngày trước khi lễ Grammy chính thức bắt đầu.
Kendrick Lamar dẫn đầu danh sách đề cử với 8 đề cử. Childish Gambino và Kacey Musgraves đều có số lượng đề cử đoạt giải nhiều nhất, với 4 giải mỗi người.

## Thông báo đề cử
Các đề cử được lên lịch thông báo vào ngày 5 tháng 12 năm 2018, nhưng sau đó bị dời lại đến thứ Sáu, ngày 7 tháng 12 năm 2018 sau cái chết và đám tang cấp bang của cựu Tổng thống Hoa Kỳ George H.W. Bush.

## Người biểu diễn
| Nghệ sĩ                                                                          | Bài hát |
| -------------------------------------------------------------------------------- | --- |
| Camila Cabello J Balvin Ricky Martin Arturo Sandoval Young Thug                  | "Havana" Pégate" Mi Gente" |
| Shawn Mendes Miley Cyrus                                                         | "In My Blood" |
| Kacey Musgraves                                                                  | "Rainbow" |
| Janelle Monáe                                                                    | "Make Me Feel" Django Jane" Pynk" |
| Post Malone Red Hot Chili Peppers                                                | "Stay" Rockstar" Dark Necessities" |
| Dolly Parton Little Big Town Maren Morris Kacey Musgraves Katy Perry Miley Cyrus | Tri ân tới Dolly Parton "Here You Come Again" Jolene" After the Gold Rush" "Red Shoes" "9 to 5"                                                                                                |
| H.E.R.                                                                           | "Hard Place" |
| Cardi B                                                                          | "Money" |
| Alicia Keys                                                                      | "Maple Leaf Rag" Killing Me Softly with His Song" Lucid Dreams" Unforgettable" Clocks" Use Somebody" Boo'd Up" In My Feelings" Doo Wop (That Thing)" Empire State of Mind"                     |
| Dan + Shay                                                                       | "Tequila" |
| Diana Ross                                                                       | "The Best Years of My Life" "Reach Out and Touch (Somebody's Hand)" |
| Lady Gaga Mark Ronson Andrew Wyatt Anthony Rossomando                            | "Shallow" |
| Travis Scott James Blake Philip Bailey                                           | "Mile High" "No Bystanders" |
| Jennifer Lopez Smokey Robinson Ne-Yo Alicia Keys                                 | Motown 60: A Grammy Celebration "Dancing in the Street" Please Mr. Postman" Money (That's What I Want)" Do You Love Me" ABC" My Girl" Papa Was a Rollin' Stone" War" Square Biz" Another Star" |
| Brandi Carlile                                                                   | "The Joke" |
| Chloe x Halle                                                                    | Tri ân tới Donny Hathaway "Where is the Love" |
| St. Vincent Dua Lipa                                                             | "Masseduction" "One Kiss" |
| Fantasia Andra Day Yolanda Adams                                                 | Tri ân tới Aretha Franklin "(You Make Me Feel Like) A Natural Woman" |

## Người trao giải
- Julian Edelman và Devin McCourty – trao giải Trình diễn song tấu hoặc nhóm nhạc pop xuất sắc nhất
- Nina Dobrev – giới thiệu Kacey Musgraves
- Alicia Keys và John Mayer – trao giải Bài hát của năm
- Anna Kendrick – giới thiệu Dolly Parton, Little Big Town, Maren Morris, Kacey Musgraves, Katy Perry, và Miley Cyrus
- Kane Brown, Luke Combs, Meghan Trainor – trao giải Album nhạc đồng quê xuất sắc nhất
- Dan + Shay – trao giải Bài hát Rap xuất sắc nhất
- Raif-Henok Emmanuel Kendrick – giới thiệu Diana Ross
- Eve và Swizz Beatz – giới thiệu Travis Scott, James Blake, và Philip Bailey
- Alicia Keys và Smokey Robinson – giới thiệu Jennifer Lopez, Smokey Robinson, và Ne-Yo
- BTS – trao giải Album R&B xuất sắc nhất
- Kelsea Ballerini – giới thiệu Brandi Carlile
- Leon Bridges và Charlie Wilson – giới thiệu Chloe x Halle
- Chloe x Halle – trao giải Album Rap xuất sắc nhất
- Wilmer Valderrama – giới thiệu St. Vincent và Dua Lipa
- Alessia Cara và Bob Newhart – trao giải Nghệ sĩ mới xuất sắc nhất
- Alicia Keys – trao giải Thu âm của năm và Album của năm[7]

## Đoạt giải và đề cử
Người chiến thắng sẽ xuất hiện đầu tiên và được đánh dấu bằng chữ In đậm.

### Hạng mục chung
Thu âm của năm
- "This Is America" – Childish Gambino
  - Donald Glover & Ludwig Goransson, sản xuất; Derek "MixedByAli" Ali & Riley Mackin, xử lý/mix nhạc; Mike Bozzi, xử lý nhạc
- "I Like It" – Cardi B, Bad Bunny và J Balvin
  - Invincible, JWhiteDidIt, Craig Kallman & Tainy sản xuất; Leslie Brathwaite & Evan LaRay, xử lý/mix nhạc; Colin Leonard, xử lý nhạc
- "The Joke" – Brandi Carlile
  - Dave Cobb & Shooter Jennings, sản xuất; Tom Elmhirst & Eddie Spear, xử lý/mix nhạc; Pete Lyman, xử lý nhạc
- "God's Plan" – Drake
  - Boi-1Da, Cardo & Young Exclusive, sản xuất; Noel Cadastre, Noel "Gadget" Campbell & Noah Shebib, xử lý/mix nhạc; Chris Athens, xử lý nhạc
- "Shallow" – Lady Gaga và Bradley Cooper
  - Lady Gaga & Benjamin Rice, sản xuất; Tom Elmhirst kỹ sư/hòa âm; Randy Merrill, xử lý nhạc
- "All the Stars" – Kendrick Lamar & SZA
  - Al Shux & Sounwave, sản xuất; Sam Ricci & Matt Schaeffer, xử lý/mix nhạc; Mike Bozzi, xử lý nhạc
- "Rockstar" – Post Malone featuring 21 Savage
  - Louis Bell & Tank God, sản xuất; Louis Bell & Manny Marroquin, xử lý/mix nhạc; Mike Bozzi, xử lý nhạc
- "The Middle" – Zedd, Maren Morris và Grey
  - Grey, Monsters & Strangerz & Zedd, sản xuất; Grey, Tom Morris, Ryan Shanahan & Zedd, xử lý/mix nhạc; Mike Marsh, xử lý nhạc

Album của năm
- Golden Hour – Kacey Musgraves
  - Ian Fitchuk, Kacey Musgraves & Daniel Tashian, sản xuất; Craig Alvin & Shawn Everett, xử lý/mix nhạc; Ian Fitchuk, Kacey Musgraves & Daniel Tashian, sáng tác; Greg Calbi & Steve Fallone, xử lý nhạc
- Invasion of Privacy – Cardi B
  - Leslie Brathwaite & Evan LaRay, xử lý/mix nhạc; Belcalis Almanzar & Jorden Thorpe, sáng tác; Colin Leonard, xử lý nhạc
- By the Way, I Forgive You – Brandi Carlile
  - Dave Cobb & Shooter Jennings, sản xuất; Dave Cobb & Eddie Spear, xử lý/mix nhạc; Brandi Carlile, Phil Hanseroth & Tim Hanseroth, sáng tác; Pete Lyman, xử lý nhạc
- Scorpion – Drake
  - Noel Cadastre, Noel "Gadget" Campbell & Noah Shebib, xử lý/mix nhạc; Aubrey Graham & Noah Shebib, sáng tác; Chris Athens, xử lý nhạc
- H.E.R. – H.E.R.
  - Darhyl "Hey DJ" Camper Jr., H.E.R. & Jeff Robinson, sản xuất; Miki Tsutsumi, engineer/mixer; Darhyl Camper Jr. & H.E.R., sáng tác; Dave Kutch, xử lý nhạc
- Beerbongs & Bentleys – Post Malone
  - Louis Bell & Post Malone, sản xuất; Louis Bell & Manny Marroquin, xử lý/mix nhạc; Louis Bell & Austin Post, sáng tác; Mike Bozzi, xử lý nhạc
- Dirty Computer – Janelle Monáe
  - Chuck Lightning, Janelle Monáe Robinson & Nate "Rocket" Wonder, sản xuất; Mick Guzauski, Janelle Monáe Robinson & Nate "Rocket" Wonder, xử lý/mix nhạc; Nathaniel Irvin III, Charles Joseph II, Taylor Parks & Janelle Monáe Robinson, sáng tác; Dave Kutch, xử lý nhạc
- Black Panther: The Album, Music From and Inspired By – Nhiều nghệ sĩ
  - Kendrick Lamar, nghệ sĩ trình bày; Kendrick Duckworth & Sounwave, sản xuất; Matt Schaeffer, xử lý/mix nhạc; Kendrick Duckworth & Mark Spears, sáng tác; Mike Bozzi, xử lý nhạc

Bài hát của năm
- "This Is America"
  - Donald Glover & Ludwig Goransson, sáng tác (Childish Gambino)
- "All the Stars"
  - Kendrick Duckworth, Solána Rowe, Al Shuckburgh, Mark Spears & Anthony Tiffith, sáng tác (Kendrick Lamar & SZA)
- "Boo'd Up
  - Larrance Dopson, Joelle James, Ella Mai & Dijon McFarlane, sáng tác (Ella Mai)
- "God's Plan"
  - Aubrey Graham, Daveon Jackson, Brock Korsan, Ron LaTour, Matthew Samuels & Noah Shebib, sáng tác (Drake)
- "In My Blood"
  - Teddy Geiger, Scott Harris, Shawn Mendes & Geoffrey Warburton, sáng tác (Shawn Mendes)
- "The Joke"
  - Brandi Carlile, Dave Cobb, Phil Hanseroth & Tim Hanseroth, sáng tác (Brandi Carlile)
- "The Middle"
  - Sarah Aarons, Jordan K. Johnson, Stefan Johnson, Marcus Lomax, Kyle Trewartha, Michael Trewartha & Anton Zaslavski, sáng tác (Zedd, Maren Morris & Grey)
- "Shallow"
  - Lady Gaga, Mark Ronson, Anthony Rossomando & Andrew Wyatt, sáng tác (Lady Gaga & Bradley Cooper)

Nghệ sĩ mới xuất sắc nhất
- Dua Lipa
- Luke Combs
- Bebe Rexha
- Jorja Smith
- Greta Van Fleet
- Chloe x Halle
- H.E.R.
- Margo Price

### Pop
Trình diễn đơn ca pop xuất sắc nhất
- "Joanne (Where Do You Think You're Goin'?)" – Lady Gaga
- "Colors" – Beck
- "Havana (Live)" – Camila Cabello
- "God Is a Woman" – Ariana Grande
- "Better Now" – Post Malone

Trình diễn song tấu/nhóm nhạc pop xuất sắc nhất
- "Shallow" – Lady Gaga & Bradley Cooper
- "Fall In Line" – Christina Aguilera góp giọng với Demi Lovato
- "Don't Go Breaking My Heart" – Backstreet Boys
- "'S Wonderful" – Tony Bennett & Diana Krall
- "Girls Like You" – Maroon 5 góp giọng với Cardi B
- "Say Something" – Justin Timberlake góp giọng với Chris Stapleton
- "The Middle" – Zedd, Maren Morris và Grey

Album giọng pop truyền thống xuất sắc nhất
- My Way – Willie Nelson
- Love Is Here to Stay – Tony Bennett & Diana Krall
- Nat King Cole & Me – Gregory Porter
- Standards (Deluxe) – Seal
- The Music...The Mem'ries...The Magic! – Barbra Streisand

Album giọng pop xuất sắc nhất
- Sweetener – Ariana Grande
- Camila – Camila Cabello
- Meaning of Life – Kelly Clarkson
- Shawn Mendes – Shawn Mendes
- Beautiful Trauma – P!nk
- Reputation – Taylor Swift

### Nhạc dance/điện tử
Thu âm nhạc dance xuất sắc nhất
- "Electricity" – Silk City & Dua Lipa hợp tác với Diplo & Mark Ronson
  - Silk City, nhà sản xuất; Josh Gudwin, hòa âm
- "Northern Soul" – Above and Beyond hợp tác với Richard Bedford
  - Above & Beyond, nhà sản xuất; Above & Beyond, hòa âm
- "Ultimatum" – Disclosure hợp tác với Fatoumata Diawara
  - Guy Lawrence & Howard Lawrence, nhà sản xuất; Guy Lawrence, hòa âm
- "Losing It" – Fisher
  - Paul Nicholas Fisher, nhà sản xuất; Kevin Granger, hòa âm
- "Ghost Voices" – Virtual Self
  - Porter Robinson, nhà sản xuất; Porter Robinson, hòa âm

Album nhạc điện tử/dance xuất sắc nhất
- Woman Worldwide – Justice
- Singularity – Jon Hopkins
- Treehouse – Sofi Tukker
- Oil of Every Pearl's Un-Insides – Sophie
- Lune Rouge – TOKiMONSTA

### Nhạc cụ đương đại
Album nhạc cụ đương đại xuất sắc nhất
- Steve Gadd Band – Steve Gadd Band
- The Emancipation Procrastination – Christian Scott aTunde Adjuah
- Modern Lore – Julian Lage
- Laid Black – Marcus Miller
- Protocol IV – Simon Phillips

### Rock
Trình diễn rock xuất sắc nhất
- "When Bad Does Good" – Chris Cornell (sau khi chết)
- "Four Out of Five" – Arctic Monkeys
- "Made an America" – The Fever 333
- "Highway Tune" – Greta Van Fleet
- "Uncomfortable" – Halestorm

Trình diễn metal xuất sắc nhất
- "Electric Messiah" – High on Fire
- "Condemned to the Gallows" – Between the Buried and Me
- "Honeycomb" – Deafheaven
- "Betrayer" – Trivium
- "On My Teeth" – Underoath

Bài hát rock hay nhất
- "Masseduction"
  - Jack Antonoff & Annie Clark, sáng tác (St. Vincent)
- "Black Smoke Rising"
  - Jacob Thomas Kiszka, Joshua Michael Kiszka, Samuel Francis Kiszka, & Daniel Robert Wagner sáng tác (Greta Van Fleet)
- "Jumpsuit"
  - Tyler Joseph sáng tác (Twenty One Pilots)
- "Mantra"
  - Jordan Fish, Matthew Kean, Lee Malia, Matthew Nicholls, & Oliver Sykes sáng tác (Bring Me the Horizon)
- "Rats"
  - Tom Dalgety & A Ghoul Writer sáng tác (Ghost)

Album rock xuất sắc nhất
- From the Fires – Greta Van Fleet
- Rainier Fog – Alice in Chains
- Mania – Fall Out Boy
- Prequelle – Ghost
- Pacific Daydream – Weezer

### Alternative
Album nhạc alternative xuất sắc nhất
- Colors – Beck
- Tranquility Base Hotel & Casino – Arctic Monkeys
- Utopia – Björk
- American Utopia – David Byrne
- Masseduction – St. Vincent

### R&B
Trình diễn R&B xuất sắc nhất
- "Best Part" – H.E.R. hợp tác với Daniel Caesar
- "Long as I Live" – Toni Braxton
- "Summer" – The Carters
- "Y O Y" – Lalah Hathaway
- "First Began" – PJ Morton

Trình diễn R&B truyền thống xuất sắc nhất
- "Bet Ain't Worth the Hand" – Leon Bridges
- "How Deep Is Your Love" – PJ Morton hợp tác với Yebba
- "Don't Fall Apart on Me Tonight" – Bettye LaVette
- "Honest" – MAJOR.
- "Made for Love" – Charlie Wilson hợp tác với Lalah Hathaway

Bài hát R&B xuất sắc nhất
- "Boo'd Up"
  - Larrance Dopson, Joelle James, Ella Mai & Dijon McFarlane, sáng tác (Ella Mai)
- "Come Through and Chill"
  - Jermaine Cole, Miguel Pimentel & Salaam Remi, sáng tác (Miguel hợp tác với J. Cole & Salaam Remi)
- "Feels Like Summer"
  - Donald Glover & Ludwig Göransson, sáng tác (Childish Gambino)
- "Focus"
  - Darhyl Camper Jr., H.E.R. & Justin Love, sáng tác (H.E.R.)
- "Long as I Live"
  - Paul Boutin, Toni Braxton & Antonio Dixon, sáng tác (Toni Braxton)

Album Thành thị đương đại xuất sắc nhất
- Everything Is Love – The Carters
- The Kids Are Alright – Chloe x Halle
- Chris Dave and the Drumhedz – Chris Dave and the Drumhedz
- War & Leisure – Miguel
- Ventriloquism – Meshell Ndegeocello

Album R&B xuất sắc nhất
- H.E.R. – H.E.R.
- Sex & Cigarettes – Toni Braxton
- Good Thing – Leon Bridges
- Honestly – Lalah Hathaway
- Gumbo Unplugged (Live) – PJ Morton

### Rap
Trình diễn Rap xuất sắc nhất
- "King's Dead" – Kendrick Lamar, Jay Rock, Future & James Blake
- "Bubblin" – Anderson Paak
- "Be Careful" – Cardi B
- "Nice for What" – Drake
- "Sicko Mode" – Travis Scott, Drake, Big Hawk & Swae Lee

Trình diễn Rap/Hát xuất sắc nhất
- "This Is America" – Childish Gambino
- "Like I Do" – Christina Aguilera hợp tác với Goldlink
- "Pretty Little Fears" – 6lack hợp tác với J. Cole
- "All the Stars" – Kendrick Lamar & SZA
- "Rockstar" – Post Malone hợp tác với 21 Savage

Bài hát Rap xuất sắc nhất
- "God's Plan"
  - Aubrey Graham, Daveon Jackson, Brock Korsan, Ron LaTour, Matthew Samuels & Noah Shebib, sáng tác (Drake)
- "King's Dead"
  - Kendrick Duckworth, Samuel Gloade, James Litherland, Johnny McKinzie, Axel Morgan, Mark Spears, Travis Walton, Nayvadius Wilburn & Michael Williams II, sáng tác (Kendrick Lamar, Jay Rock, Future & James Blake)
- "Lucky You"
  - R. Fraser, G. Lucas, M. Mathers, M. Samuels & J. Sweet, sáng tác (Eminem hợp tác với Joyner Lucas)
- "Sicko Mode"
  - Khalif Brown, Rogét Chahayed, BryTavious Chambers, Mike Dean, Mirsad Dervic, Kevin Gomringer, Tim Gomringer, Aubrey Graham, John Edward Hawkins, Chauncey Hollis, Jacques Webster, Ozan Yildirim & Cydel Young, sáng tác (Travis Scott, Drake, Big Hawk & Swae Lee)
- "Win"
  - K. Duckworth, A. Hernandez, J. McKinzie, M. Samuels & C. Thompson, sáng tác (Jay Rock)

Album Rap xuất sắc nhất
- Invasion of Privacy – Cardi B
- Daytona – Pusha T
- Astroworld – Travis Scott
- Victory Lap – Nipsey Hussle
- Swimming – Mac Miller

### Đồng quê
Trình diễn đơn ca nhạc đồng quê xuất sắc nhất
- "Butterflies" – Kacey Musgraves
- "Wouldn't It Be Great?" – Loretta Lynn
- "Mona Lisas and Mad Hatters" – Maren Morris
- "Millionaire" – Chris Stapleton
- "Parallel Line" – Keith Urban

Trình diễn Song tấu/nhóm nhạc đồng quê xuất sắc nhất
- "Tequila" – Dan + Shay
- "Shoot Me Straight" – Brothers Osborne
- "When Someone Stops Loving You" – Little Big Town
- "Dear Hate" – Maren Morris hợp tác với Vince Gill
- "Meant to Be" – Bebe Rexha & Florida Georgia Line

Bài hát nhạc đồng quê xuất sắc nhất
- "Space Cowboy"
  - Luke Laird, Shane McAnally & Kacey Musgraves, sáng tác (Kacey Musgraves)
- "Break Up in the End"
  - Jessie Jo Dillon, Chase McGill & Jon Nite, sáng tác (Cole Swindell)
- "Dear Hate"
  - Tom Douglas, David Hodges & Maren Morris, sáng tác (Maren Morris hợp tác với Vince Gill)
- "I Lived It"
  - Rhett Akins, Ross Copperman, Ashley Gorley & Ben Hayslip, sáng tác (Blake Shelton)
- "Tequila"
  - Nicolle Galyon, Jordan Reynolds & Dan Smyers, sáng tác (Dan + Shay)
- "When Someone Stops Loving You"
  - Hillary Lindsey, Chase McGill & Lori McKenna, sáng tác (Little Big Town)

Album nhạc đồng quê xuất sắc nhất
- Golden Hour – Kacey Musgraves
- Unapologetically – Kelsea Ballerini
- Port Saint Joe – Brothers Osborne
- Girl Going Nowhere – Ashley McBryde
- From a Room: Volume 2 – Chris Stapleton

### New Age
Album New Age xuất sắc nhất
- Opium Moon – Opium Moon
- Hiraeth – Lisa Gerrard & David Kuckhermann
- Beloved – Snatam Kaur
- Molecules of Motion – Steve Roach
- Moku Maluhia: Peaceful Island – Jim Kimo West

### Jazz
Trình diễn đơn ca ứng tác Jazz xuất sắc nhất
- "Don't Fence Me In" – John Daversa, hát đơn
- "Some of That Sunshine" – Regina Carter, hát đơn
- "We See" – Fred Hersch, hát đơn
- "De-Dah" – Brad Mehldau, hát đơn
- "Cadenas" – Miguel Zenón, hát đơn

Album giọng Jazz xuất sắc nhất
- The Window – Cécile McLorin Salvant
- My Mood Is You – Freddy Cole
- The Questions – Kurt Elling
- The Subject Tonight Is Love – Kate McGarry với Keith Ganz & Gary Versace
- If You Really Want – Raul Midón với Metropole Orkest chỉ huy bởi Vince Mendoza

Album nhạc cụ Jazz xuất sắc nhất
- Emanon – The Wayne Shorter Quartet
- Diamond Cut – Tia Fuller
- Live in Europe – Fred Hersch Trio
- Seymour Reads the Constitution! – Brad Mehldau Trio
- Still Dreaming – Joshua Redman, Ron Miles, Scott Colley & Brian Blade

Album Jazz đồng diễn lớn xuất sắc nhất
- American Dreamers: Voices of Hope, Music of Freedom – John Daversa Big Band hợp tác với các nghệ sĩ của DACA
- All About That Basie – Count Basie Orchestra đạo diễn bởi Scotty Barnhart
- Presence – Orrin Evans và the Captain Black Big Band
- All Can Work – John Hollenbeck Large Ensemble
- Barefoot Dances and Other Visions – Jim McNeely & The Frankfurt Radio Big Band

Album Latin Jazz xuất sắc nhất
- Back to the Sunset – Dafnis Prieto Big Band
- Heart of Brazil – Eddie Daniels
- West Side Story Reimagined – Bobby Sanabria Multiverse Big Band
- Cinque – Elio Villafranca
- Yo Soy La Tradición – Miguel Zenón hợp tác với Spektral Quartet

### Phúc âm/Thánh ca đương đại
Trình diễn/Bài hát phúc âm xuất sắc nhất
- "Never Alone" – Tori Kelly hợp tác với Kirk Franklin
  - Kirk Franklin & Victoria Kelly, sáng tác
- "You Will Win" – Jekalyn Carr
  - Allen Carr & Jekalyn Carr, sáng tác
- "Won't He Do It" – Koryn Hawthorne
  - Koryn Hawthorne
- "Cycles" – Jonathan McReynolds hợp tác với DOE
  - Jonathan McReynolds, sáng tác
- "A Great Work" – Brian Courtney Wilson
  - Aaron W. Lindsey, Alvin Richardson & Brian Courtney Wilson, sáng tác

Trình diễn/Bài hát thánh ca đương đại xuất sắc nhất
- "You Say" – Lauren Daigle
  - Lauren Daigle, Jason Ingram & Paul Mabury, sáng tác
- "Reckless Love" – Cory Asbury
  - Cory Asbury, Caleb Culver & Ran Jackson, sáng tác
- "Joy." – For King & Country
  - Ben Glover, Matt Hales, Stephen Blake Kanicka, Seth Mosley, Joel Smallbone, Luke Smallbone & Tedd Tjornhom, sáng tác
- "Grace Got You" – MercyMe hợp tác với John Reuben
  - David Garcia, Ben Glover, MercyMe, Solomon Olds & John Reuben, sáng tác
- "Known" – Tauren Wells
  - Ethan Hulse, Jordan Sapp & Tauren Wells, sáng tác

Album phúc âm xuất sắc nhất
- Hiding Place – Tori Kelly
- One Nation Under God – Jekalyn Carr
- Make Room – Jonathan McReynolds
- The Other Side – The Walls Group
- A Great Work – Brian Courtney Wilson

Album thánh ca đương đại xuất sắc nhất
- Look Up Child – Lauren Daigle
- Hallelujah Here Below – Elevation Worship
- Living With a Fire – Jesus Culture
- Surrounded – Michael W. Smith
- Survivor: Live from Harding Prison – Zach Williams

Album phúc âm truyền thống xuất sắc nhất
- Unexpected – Jason Crabb
- Clear Skies – Ernie Haase & Signature Sound
- Favorites: Revisited by Request – The Isaacs
- Still Standing – The Martins
- Love Love Love – Gordon Mote

### Latin
Album nhạc pop Latinh xuất sắc nhất
- Sincera – Claudia Brant
- Prometo – Pablo Alborán
- Musas, Vol. 2 – Natalia Lafourcade
- 2:00 AM – Raquel Sofía
- Vives – Carlos Vives

Album Latin rock, thành thị hoặc alternative xuất sắc nhất
- Aztlán – Zoé
- Claroscura – Aterciopelados
- COASTCITY – COASTCITY
- Encanto Tropical – Monsieur Periné
- Gourmet – Orishas

Album nhạc khu vực Mexico xuất sắc nhất (bao gồm Tejano)
- ¡México Por Siempre! – Luis Miguel
- Primero Soy Mexicana – Ángela Aguilar
- Mitad y Mitad – Calibre 50
- Totalmente Juan Gabriel Vol. II – Aida Cuevas
- Cruzando Borders – Los Texmaniacs
- Leyendas de Mi Pueblo – Mariachi Sol de Mexico

Album Latin tropical xuất sắc nhất
- Anniversary – Spanish Harlem Orchestra
- Pa' Mi Gente – Charlie Aponte
- Legado – Formell y Los Van Van
- Orquesta Akokán – Orquesta Akokán
- Ponle Actitud – Felipe Peláez

### Nhạc truyền thống Mỹ
Trình diễn nhạc truyền thống Mỹ xuất sắc nhất
- "The Joke" – Brandi Carlile
- "Kick Rocks" – Sean Ardoin
- "St. James Infirmary Blues" – Jon Batiste
- "All on My Mind" – Anderson East
- "Last Man Standing" – Willie Nelson

Bài hát nhạc truyền thống Mỹ xuất sắc nhất
- "The Joke"
  - Brandi Carlile, Dave Cobb, Phil Hanseroth & Tim Hanseroth, sáng tác (Brandi Carlile)
- "All the Trouble"
  - Waylon Payne, Lee Ann Womack & Adam Wright, sáng tác (Lee Ann Womack)
- "Build a Bridge"
  - Jeff Tweedy, sáng tác (Mavis Staples)
- "Knockin' on Your Screen Door"
  - Pat McLaughlin & John Prine, sáng tác (John Prine)
- "Summer's End"
  - Pat McLaughlin & John Prine, sáng tác (John Prine)

Album nhạc Americana xuất sắc nhất
- By the Way, I Forgive You – Brandi Carlile
- Things Have Changed – Bettye LaVette
- The Tree of Forgiveness – John Prine
- The Lonely, the Lonesome & the Gone – Lee Ann Womack
- One Drop of Truth – The Wood Brothers

Album nhạc Bluegrass xuất sắc nhất
- The Travelin' McCourys – The Travelin' McCourys
- Portraits in Fiddles – Mike Barnett
- Sister Sadie II – Sister Sadie
- Rivers and Roads – The Special Consensus
- North of Despair – Wood & Wire

Album nhạc Blues truyền thống xuất sắc nhất
- The Blues Is Alive and Well – Buddy Guy
- Something Smells Funky 'Round Here – Elvin Bishop's Big Fun Trio
- Benton County Relic – Cedric Burnside
- No Mercy in This Land – Ben Harper và Charlie Musselwhite
- Don't You Feel My Leg (The Naughty Bawdy Blues of Blue Lu Barker) – Maria Muldaur

Album nhạc Blues đương đại xuất sắc nhất
- Please Don't Be Dead – Fantastic Negrito
- Here in Babylon – Teresa James và the Rhythm Tramps
- Cry No More – Danielle Nicole
- Out of the Blues – Boz Scaggs
- Victor Wainwright and the Train – Victor Wainwright và the Train

Album nhạc dân ca xuất sắc nhất
- All Ashore – Punch Brothers
- Whistle Down the Wind – Joan Baez
- Black Cowboys – Dom Flemons
- Rifles & Rosary Beads – Mary Gauthier
- Weed Garden – Iron & Wine

Album nhạc truyền thống địa phương xuất sắc nhất
- No 'Ane'i – Kalani Pe'a
- Kreole Rock and Soul – Sean Ardoin
- Spyboy – Cha Wa
- Aloha from Na Hoa – Na Hoa
- Mewasinsational: Cree Round Dance Songs – Young Spirit

### Reggae
Album Reggae xuất sắc nhất
- 44/876 – Sting & Shaggy
- As the World Turns – Black Uhuru
- Reggae Forever – Etana
- Rebellion Rises – Ziggy Marley
- A Matter of Time – Protoje

### World Music
Album World Music xuất sắc nhất
- Freedom – Soweto Gospel Choir
- Deran – Bombino
- Fenfo – Fatoumata Diawara
- Black Times – Seun Kuti & Egypt 80
- Yiddish Glory: The Lost Songs of World War II, nhiều nghệ sĩ

### Thiếu nhi
Album nhạc thiếu nhi xuất sắc nhất
- All the Sounds – Lucy Kalantari & The Jazz Cats
- Building Blocks – Tim Kubart
- Falu's Bazaar – Falu
- Giants of Science – The Pop Ups
- The Nation of Imagine – Frank & Deane

### Diễn thuyết
Album diễn thuyết xuất sắc nhất (bao gồm thơ ca, sách nói và kể chuyện)
- Faith: A Journey for All – Jimmy Carter
- Accessory to War – Courtney B. Vance
- Calypso – David Sedaris
- Creative Quest – Questlove
- The Last Black Unicorn – Tiffany Haddish

### Hài kịch
Album hài kịch xuất sắc nhất
- Equanimity & The Bird Revelation – Dave Chappelle
- Annihilation – Patton Oswalt
- Noble Ape – Jim Gaffigan
- Standup for Drummers – Fred Armisen
- Tamborine – Chris Rock

### Nhạc kịch nhà hát
Album Nhạc kịch nhà hát xuất sắc nhất
- The Band's Visit – Etai Benson, Adam Kantor, Katrina Lenk & Ari'el Stachel, hát đơn chính; Dean Sharenow & David Yazbek, sản xuất; David Yazbek, soạn nhạc & viết lời (Dàn diễn viên gốc của Broadway)
- Carousel – Renée Fleming, Alexander Gemignani, Joshua Henry, Lindsay Mendez & Jessie Mueller, hát đơn chính; Steven Epstein, sản xuất (Richard Rodgers, soạn nhạc; Oscar Hammerstein II, viết lời) (Dàn diễn viên Broadway 2018)
- Jesus Christ Superstar Live in Concert – Sara Bareilles, Alice Cooper, Ben Daniels, Brandon Victor Dixon, Erik Grönwall, Jin Ha, John Legend, Norm Lewis & Jason Tam, hát đơn chính; Harvey Mason Jr., sản xuất (Andrew Lloyd Webber, soạn nhạc; Tim Rice, viết lời) (Dàn diễn viên truyền hình gốc)
- My Fair Lady – Lauren Ambrose, Norbert Leo Butz & Harry Hadden-Paton, hát đơn chính; Andre Bishop, Van Dean, Hattie K. Jutagir, David Lai, Adam Siegel & Ted Sperling, sản xuất (Frederick Loewe, soạn nhạc; Alan Jay Lerner, viết lời) (Dàn diễn viên Broadway 2018)
- Once on This Island – Phillip Boykin, Merle Dandridge, Quentin Earl Darrington, Hailey Kilgore, Kenita R. Miller, Alex Newell, Isaac Powell & Lea Salonga, hát đơn chính; Lynn Ahrens, Hunter Arnold, Ken Davenport, Stephen Flaherty & Elliot Scheiner, sản xuất (Stephen Flaherty, soạn nhạc; Lynn Ahrens, sáng tác) (Dàn diễn viên Broadway mới)

### Âm nhạc cho sản phẩm truyền thông hình ảnh
Tác phẩm âm nhạc biên soạn xuất sắc nhất cho phim ảnh
- The Greatest Showman – Hugh Jackman (& nhiều nghệ sĩ)
  - Alex Lacamoire, Benj Pasek, Justin Paul & Greg Wells, sản xuất tổng hợp
- Call Me by Your Name – (Nhiều nghệ sĩ)
  - Luca Guadagnino, sản xuất tổng hợp; Robin Urdang, giám sát âm nhạc
- Deadpool 2 – (Nhiều nghệ sĩ)
  - David Leitch & Ryan Reynolds, sản xuất tổng hợp; John Houlihan, giám sát âm nhạc
- Lady Bird – (Nhiều nghệ sĩ)
  - Timothy J. Smith, sản xuất tổng hợp; Michael Hill & Brian Ross, giám sát âm nhạc
- Stranger Things – (Nhiều nghệ sĩ)
  - Matt Duffer, Ross Duffer, Timothy J. Smith, sản xuất tổng hợp; Nora Felder, giám sát âm nhạc

Nhạc nền hay nhất cho phương tiện truyền thông trực quan
- Black Panther – Ludwig Göransson, soạn nhạc
- Blade Runner 2049 – Benjamin Wallfisch & Hans Zimmer, soạn nhạc
- Coco – Michael Giacchino, soạn nhạc
- The Shape of Water – Alexandre Desplat, soạn nhạc
- Star Wars: The Last Jedi – John Williams, soạn nhạc

Ca khúc nhạc phim hay nhất
- "Shallow" (từ A Star Is Born)
  - Lady Gaga, Mark Ronson, Anthony Rossomando & Andrew Wyatt, sáng tác (Lady Gaga & Bradley Cooper)
- "All the Stars" (từ Black Panther)
  - Kendrick Duckworth, Solána Rowe, Alexander William Shuckburgh, Mark Anthony Spears & Anthony Tiffith, sáng tác (Kendrick Lamar & SZA)
- "Mystery of Love" (từ Call Me by Your Name)
  - Sufjan Stevens, sáng tác (Sufjan Stevens)
- "Remember Me" (từ Coco)
  - Kristen Anderson-Lopez & Robert Lopez, sáng tác (Miguel hợp tác với Natalia Lafourcade)
- "This Is Me" (từ The Greatest Showman)
  - Benj Pasek & Justin Paul, sáng tác (Keala Settle & The Greatest Showman đồng ca)

### Soạn nhạc
Tác phẩm nhạc cụ xuất sắc nhất
- "Blut und Boden (Blood and Soil)"
  - Terence Blanchard, soạn nhạc (Terence Blanchard)
- "Chrysalis"
  - Jeremy Kittel, soạn nhạc (Kittel & Co.)
- "Infinity War"
  - Alan Silvestri, soạn nhạc (Alan Silvestri)
- "Mine Mission"
  - John Powell & John Williams, soạn nhạc (John Powell & John Williams)
- "The Shape of Water"
  - Alexandre Desplat, soạn nhạc (Alexandre Desplat)

### Biên khúc
Biên khúc cho Nhạc cụ hoặc A Cappella xuất sắc nhất
- "Stars and Stripes Forever"
  - John Daversa, biên khúc (John Daversa Big Band hợp tác với các nghệ sĩ của DACA)
- "Batman Theme (truyền hình)"
  - Randy Waldman & Justin Wilson, biên khúc (Randy Waldman hợp tác với Wynton Marsalis)
- "Change the World"
  - Mark Kibble, biên khúc (Take 6)
- "Madrid Finale"
  - John Powell, biên khúc (John Powell)
- "The Shape of Water"
  - Alexandre Desplat, biên khúc (Alexandre Desplat)

Biên khúc cho Nhạc cụ và Giọng hát xuất sắc nhất
- "Spiderman Theme"
  - Mark Kibble, Randy Waldman & Justin Wilson, biên khúc (Randy Waldman hợp tác với Take 6 & Chris Potter)
- "It Was a Very Good Year"
  - Matt Rollings & Kristin Wilkinson, biên khúc (Willie Nelson)
- "Jolene"
  - Dan Pugach & Nicole Zuraitis, biên khúc (Dan Pugach)
- "Mona Lisa"
  - Vince Mendoza, biên khúc (Gregory Porter)
- "Niña"
  - Gonzalo Grau, biên khúc (Magos Herrera & Brooklyn Rider)

### Đóng gói
Bản thu âm được đóng gói tốt nhất
- Masseduction
  - Willo Perron, chỉ đạo nghệ thuật (St. Vincent)
- Be the Cowboy
  - Mary Banas, chỉ đạo nghệ thuật (Mitski)
- Love Yourself: Tear
  - HuskyFox, chỉ đạo nghệ thuật (BTS)
- The Offering
  - Qing-Yang Xiao, chỉ đạo nghệ thuật (The Chairman)
- Well Kept Thing
  - Adam Moore, chỉ đạo nghệ thuật (Foxhole)

Hộp hoặc Phiên bản đặc biệt giới hạn được đóng gói tốt nhất
- Squeeze Box: The Complete Works of "Weird Al" Yankovic
  - Meghan Foley, Annie Stoll & Al Yankovic, chỉ đạo nghệ thuật ("Weird Al" Yankovic)
- Appetite for Destruction (Locked n' Loaded Box)
  - Arian Buhler, Charles Dooher, Jeff Fura, Scott Sandler & Matt Taylor, chỉ đạo nghệ thuật (Guns N' Roses)
- I'll Be Your Girl
  - Carson Ellis, Jeri Heiden & Glen Nakasako, chỉ đạo nghệ thuật (The Decemberists)
- Pacific Northwest '73–'74: The Complete Recordings
  - Lisa Glines, Doran Tyson & Roy Henry Vickers, chỉ đạo nghệ thuật (Grateful Dead)
- Too Many Bad Habits
  - Sarah Dodds & Shauna Dodds, chỉ đạo nghệ thuật (Johnny Nicholas)

### Lịch sử
Album lịch sử xuất sắc nhất
- Voices of Mississippi: Artists and Musicians Documented by William Ferris
  - William Ferris, April Ledbetter & Steven Lance Ledbetter, sản xuất tổng hợp; Michael Graves, kĩ sư master (Nhiều nghệ sĩ)
- Any Other Way
  - Rob Bowman, Douglas McGowan, Rob Sevier & Ken Shipley, sản xuất tổng hợp; Jeff Lipton, kĩ sư master (Jackie Shane)
- At the Louisiana Hayride Tonight...
  - Martin Hawkins, sản xuất tổng hợp; Christian Zwarg, kĩ sư master (Nhiều nghệ sĩ)
- Battleground Korea: Songs and Sounds of America's Forgotten War
  - Hugo Keesing, sản xuất tổng hợp; Christian Zwarg, kĩ sư master (Nhiều nghệ sĩ)
- A Rhapsody in Blue: The Extraordinary Life of Oscar Levant
  - Robert Russ, sản xuất tổng hợp; Andreas K. Meyer & Rebekah Wineman, kĩ sư master (Oscar Levant)

### Sản xuất cho nhạc đại chúng
Album nhạc đại chúng được sản xuất tốt nhất
- Colors
  - Julian Burg, Serban Ghenea, David "Elevator" Greenbaum, John Hanes, Beck Hansen, Greg Kurstin, Florian Lagatta, Cole M.G.N., Alex Pasco, Jesse Shatkin, Darrell Thorp & Cassidy Turbin, kĩ sư; Chris Bellman, Tom Coyne, Emily Lazar & Randy Merrill, kĩ sư master (Beck)
- All the Things That I Did and All the Things That I Didn't Do
  - Ryan Freeland & Kenneth Pattengale, kĩ sư; Kim Rosen, kĩ sư master (The Milk Carton Kids)
- Earthtones
  - Robbie Lackritz, kĩ sư; Philip Shaw Bova, kĩ sư master (Bahamas)
- Head Over Heels
  - Nathaniel Alford, Jason Evigan, Chris Galland, Tom Gardner, Patrick "P-Thugg" Gemayel, Serban Ghenea, John Hanes, Tony Hoffer, Derek Keota, Ian Kirkpatrick, David Macklovitch, Amber Mark, Manny Marroquin, Vaughn Oliver, Chris "TEK" O'Ryan, Morgan Taylor Reid & Gian Stone, kĩ sư; Chris Gehringer & Michelle Mancini, kĩ sư master (Chromeo)
- Voicenotes
  - Manny Marroquin & Charlie Puth, kĩ sư; Dave Kutch, kĩ sư master (Charlie Puth)

Nhà sản xuất nhạc đại chúng của năm
- Pharrell Williams
  - "Apeshit" (The Carters)
  - Man of the Woods (Justin Timberlake)
  - No One Ever Really Dies (N.E.R.D)
  - "Stir Fry" (Migos)
  - Sweetener (Ariana Grande)
- Boi-1da
  - "Be Careful" (Cardi B)
  - "Diplomatic Immunity" (Drake)
  - "Friends" (The Carters)
  - "God's Plan" (Drake)
  - "Heard About Us" (The Carters)
  - "Lucky You" (Eminem hợp tác với Joyner Lucas)
  - "Mob Ties" (Drake)
  - "No Limit" (G-Eazy hợp tác với ASAP Rocky & Cardi B)
- Larry Klein
  - "All These Things" (Thomas Dybdahl)
  - Anthem (Madeleine Peyroux)
  - The Book of Longing (Luciana Souza)
  - "Can I Have It All" (Thomas Dybdahl)
  - Junk (Hailey Tuck)
  - "Look at What We've Done" (Thomas Dybdahl)
  - Meaning to Tell Ya (Molly Johnson)
- Linda Perry
  - "Harder, Better, Faster, Stronger" (Willa Amai)
  - Served Like a Girl (Various artists)
  - 28 Days in the Valley (Dorothy)
- Kanye West
  - Daytona (Pusha T)
  - Kids See Ghosts (Kids See Ghosts)
  - K.T.S.E. (Teyana Taylor)
  - Nasir (Nas)
  - Ye (Kanye West)

Bản thu âm phối lại xuất sắc nhất
- "Walking Away" (Mura Masa Remix)
  - Alex Crossan, phối nhạc (Haim)
- "Audio" (CID Remix)
  - CID, phối nhạc (LSD)
- "How Long" (EDX's Dubai Skyline Remix)
  - Maurizio Colella, phối nhạc (Charlie Puth)
- "Only Road" (Cosmic Gate Remix)
  - Stefan Bossems & Claus Terhoeven, phối nhạc (Gabriel & Dresden hợp tác với Sub Teal)
- "Stargazing" (Kaskade Remix)
  - Kaskade, phối nhạc (Kygo hợp tác với Justin Jesso)

### Sản xuất cho nhạc cổ điển
Album nhạc cổ điển được sản xuất tốt nhất
- Shostakovich: Symphonies Nos. 4 & 11
  - Shawn Murphy & Nick Squire, kĩ sư; Tim Martyn, kĩ sư master (Andris Nelsons & Boston Symphony Orchestra)
- Bates: The (R)evolution of Steve Jobs
  - Mark Donahue & Dirk Sobotka, kĩ sư; Mark Donahue, kĩ sư master (Michael Christie, Garrett Sorenson, Wei Wu, Sasha Cooke, Edwards Parks, Jessica E. Jones & Dàn nhạc Santa Fe Opera)
- Beethoven: Symphony No. 3; Strauss: Horn Concerto No. 1
  - Mark Donahue, kĩ sư; Mark Donahue, kĩ sư master (Manfred Honeck & Pittsburgh Symphony Orchestra)
- John Williams at the Movies
  - Keith O. Johnson & Sean Royce Martin, kĩ sư; Keith O. Johnson, kĩ sư master (Jerry Junkin & Dallas Winds)
- Liquid Melancholy: Clarinet Music of James M. Stephenson
  - Bill Maylone & Mary Mazurek, kĩ sư; Bill Maylone, kĩ sư master (John Bruce Yeh)
- Visions and Variations
  - Tom Caulfield, kĩ sư; Jesse Lewis, kĩ sư master (A Far Cry)

Nhà sản xuất nhạc cổ điển của năm
- Blanton Alspaugh
  - Arnesen: Infinity - Choral Works (Joel Rinsema & Kantorei)
  - Aspects of America (Carlos Kalmar & Oregon Symphony)
  - Chesnokov: Teach Me Thy Statutes (Vladimir Gorbik & Dàn hợp xướng nam PaTRAM Institute)
  - Gordon, R.: The House Without a Christmas Tree (Bradley Moore, Elisabeth Leone, Maximillian Macias, Megan Mikailovna Samarin, Patricia Schuman, Lauren Snouffer, Heidi Stober, Daniel Belcher, Dàn bè Houston Grand Opera Juvenile & dàn nhạc Houston Grand Opera)
  - Haydn: The Creation (Andrés Orozco-Estrada, Betsy Cook Weber, Dàn nhạc Houston Symphony & dàn bè Houston Symphony)
  - Heggie: Great Scott (Patrick Summers, Manuel Palazzo, Mark Hancock, Michael Mayes, Rodell Rosel, Kevin Burdette, Anthony Roth Costanzo, Nathan Gunn, Frederica von Stade, Ailyn Pérez, Joyce DiDonato, Dàn nhạc và dàn bè Dallas Opera)
  - Music of Fauré, Buide & Zemlinsky (Trio Séléné)
  - Paterson: Three Way - A Trio of One-Act Operas (Dean Williamson, Daniele Pastin, Courtney Ruckman, Eliza Bonet, Melisa Bonetti, Jordan Rutter, Samuel Levine, Wes Mason, Matthew Treviño & Dàn nhạc Nashville Opera)
  - Vaughan Williams: Piano Concerto; Oboe Concerto; Serenade to Music; Flos Campi (Peter Oundjian & Toronto Symphony Orchestra)
- David Frost
  - Beethoven: Piano Sonatas, Volume 7 (Jonathan Biss)
  - Mirror in Mirror (Anne Akiko Meyers, Kristjan Järvi & Philharmonia Orchestra)
  - Mozart: Idomeneo (James Levine, Alan Opie, Matthew Polenzani, Alice Coote, Nadine Sierra, Elza van den Heever, Dàn nhạc và dàn bè Metropolitan Opera)
  - Presentiment (Orion Weiss)
  - Strauss, R.: Der Rosenkavalier (Sebastian Weigle, Renée Fleming, Elīna Garanča, Erin Morley, Günther Groissböck, Dàn nhạc và dàn bè Metropolitan Opera)
- Elizabeth Ostrow
  - Bates: The (R)evolution of Steve Jobs (Michael Christie, Garrett Sorenson, Wei Wu, Sasha Cooke, Edwards Parks, Jessica E. Jones & Dàn nhạc Santa Fe Opera)
  - The Road Home (Joshua Habermann & Santa Fe Desert Chorale)
- Judith Sherman
  - Beethoven Unbound (Llŷr Williams)
  - Black Manhattan Volume 3 (Rick Benjamin & Paragon Ragtime Orchestra)
  - Bolcom: Piano Music (Nhiều nghệ sĩ)
  - Del Tredici: March to Tonality (Mark Peskanov & nhiều nghệ sĩ)
  - Love Comes in at the Eye (Timothy Jones, Stephanie Sant'Ambrogio, Jeffrey Sykes, Anthony Ross, Carol Cook, Beth Rapier & Stephanie Jutt)
  - Meltzer: Variations on a Summer Day & Piano Quartet (Abigail Fischer, Jayce Ogren & Sequitur)
  - Mendelssohn: Complete Works for Cello and Piano (Marcy Rosen & Lydia Artymiw)
  - New Music for Violin and Piano (Julie Rosenfeld & Peter Miyamoto)
  - Reich: Pulse/Quartet (Colin Currie Group & International Contemporary Ensemble)
- Dirk Sobotka
  - Beethoven: Symphony No. 3; Strauss: Horn Concerto No. 1 (Manfred Honeck & Pittsburgh Symphony Orchestra)
  - Lippencott: Frontier Symphony (Jeff Lippencott & Dàn nhạc Ligonier Festival)
  - Mahler: Symphony No. 8 (Thierry Fischer, Mormon Tabernacle Choir & Utah Symphony)
  - Music of the Americas (Andrés Orozco-Estrada & Houston Symphony)

### Cổ điển
Trình diễn dàn nhạc xuất sắc nhất
- Shostakovich: Symphonies Nos. 4 & 11
  - Andris Nelsons, chỉ huy (Boston Symphony Orchestra)
- Beethoven: Symphony No. 3; Strauss: Horn Concerto No. 1
  - Manfred Honeck, chỉ huy (Pittsburgh Symphony Orchestra)
- Nielsen: Symphony No. 3 & Symphony No. 4
  - Thomas Dausgaard, chỉ huy (Seattle Symphony)
- Ruggles, Stucky & Harbison: Orchestral Works
  - David Alan Miller, chỉ huy (National Orchestral Institute Philharmonic)
- Schumann: Symphonies Nos. 1-4
  - Michael Tilson Thomas, chỉ huy (San Francisco Symphony)

Bản thu âm opera xuất sắc nhất
- Bates: The (R)evolution of Steve Jobs
  - Michael Christie, chỉ huy; Sasha Cooke, Jessica E. Jones, Edward Parks, Garrett Sorenson & Wei Wu; Elizabeth Ostrow, sản xuất (Dàn nhạc Santa Fe Opera)
- Adams: Doctor Atomic
  - John Adams, chỉ huy; Aubrey Allicock, Julia Bullock, Gerald Finley & Brindley Sherratt; Friedemann Engelbrecht, sản xuất (The BBC Symphony Orchestra; BBC Singers)
- Lully: Alceste
  - Christophe Rousset, chỉ huy; Edwin Crossley-Mercer, Emiliano Gonzalez Toro & Judith van Wanroij; Maximilien Ciup, sản xuất (Les Talens Lyriques; Chœur de chambre de Namur)
- Strauss, R.: Der Rosenkavalier
  - Sebastian Weigle, chỉ huy; Renée Fleming, Elīna Garanča, Günther Groissböck & Erin Morley; David Frost, sản xuất (Dàn nhạc Metropolitan Opera; Dàn bè Metropolitan Opera)
- Verdi: Rigoletto
  - Constantine Orbelian, chỉ huy; Francesco Demuro, Dmitri Hvorostovsky & Nadine Sierra; Vilius Keras & Aleksandra Keriene, sản xuất (Dàn nhạc giao hưởng thành phố Kaunas; Thành viên của Kaunas State Choir)

Trình diễn hát nhà thờ xuất sắc nhất
- McLoskey: Zealot Canticles
  - Donald Nally, chỉ huy (Doris Hall-Gulati, Rebecca Harris, Arlen Hlusko, Lorenzo Raval & Mandy Wolman; The Crossing)
- Chesnokov: Teach Me Thy Statutes
  - Vladimir Gorbik, chỉ huy (Mikhail Davydov & Vladimir Krasov; Dàn hợp xướng nam PaTRAM Institute)
- Kastalsky: Memory Eternal
  - Steven Fox, chỉ huy (Dàn hợp xướng Clarion)
- Rachmaninov: The Bells
  - Mariss Jansons, chỉ huy; Peter Dijkstra, master dàn bè (Oleg Dolgov, Alexey Markov & Tatiana Pavlovskaya; Symphonieorchester des Bayerischen Rundfunks; Chor des Bayerischen Rundfunks)
- Seven Words from the Cross
  - Matthew Guard, chỉ huy (Skylark)

Trình diễn cho khán phòng/đồng diễn quy mô nhỏ xuất sắc nhất
- Anderson, Laurie: Landfall – Laurie Anderson & Kronos Quartet
- Beethoven, Shostakovich & Bach – The Danish String Quartet
- Blueprinting – Aizuri Quartet
- Stravinsky: The Rite of Spring Concerto for Two Pianos – Leif Ove Andsnes & Marc-André Hamelin
- Visions and Variations – A Far Cry

Đơn ca nhạc cụ cổ điển xuất sắc nhất
- Kernis: Violin Concerto – James Ehnes
  - Ludovic Morlot, chỉ huy (Seattle Symphony)
- Bartók: Piano Concerto No. 2 – Yuja Wang
  - Simon Rattle, chỉ huy (Berliner Philharmoniker)
- Biber: The Mystery Sonatas – Christina Day Martinson
  - Martin Pearlman, chỉ huy (Boston Baroque)
- Bruch: Scottish Fantasy, Op. 46; Violin Concerto No. 1 in G Minor, Op. 26
  - Joshua Bell (The Academy of St. Martin in the Fields)
- Glass: Three Pieces in the Shape of a Square
  - Craig Morris

Album đơn ca giọng hát cổ điển xuất sắc nhất
- Songs of Orpheus: Monteverdi, Caccini, d'India & Landi – Karim Sulayman
  - Jeannette Sorrell, chỉ huy; Apollo's Fire, đồng diễn
- ARC – Anthony Roth Costanzo
  - Jonathan Cohen, chỉ huy (Les Violons du Roy)
- The Handel Album – Philippe Jaroussky
  - Artaserse, đồng diễn
- Mirages – Sabine Devieilhe
  - François-Xavier Roth, chỉ huy (Alexandre Tharaud; Marianne Crebassa & Jodie Devos; Les Siècles)
- Schubert: Winterreise – Randall Scarlata
  - Gilbert Kalish, đệm dàn nhạc

Bản tóm tắt cổ điển xuất sắc nhất
- Fuchs: Piano Concerto 'Spiritualist'; Poems of Life; Glacier; Rush
  - JoAnn Falletta, chỉ huy; Tim Handley, sản xuất
- Gold
  - The King's Singers; Nigel Short, sản xuất
- The John Adams Edition
  - Simon Rattle, chỉ huy; Christoph Franke, sản xuất
- John Williams at the Movies
  - Jerry Junkin, chỉ huy; Donald J. McKinney, sản xuất
- Vaughan Williams: Piano Concerto; Oboe Concerto; Serenade to Music; Flos Campi
  - Peter Oundjian, chỉ huy; Blanton Alspaugh, sản xuất

Sáng tác cổ điển đương đại xuất sắc nhất
- Kernis: Violin Concerto
  - Aaron Jay Kernis, sáng tác (James Ehnes, Ludovic Morlot & Seattle Symphony)
- Bates: The (R)evolution of Steve Jobs
  - Mason Bates, sáng tác; Mark Campbell, viết lời nhạc kịch (Michael Christie, Garrett Sorenson, Wei Wu, Sasha Cooke, Edward Parks, Jessica E. Jones & Dàn nhạc Santa Fe Opera)
- Du Yun: Air Glow
  - Du Yun, sáng tác (International Contemporary Ensemble)
- Heggie: Great Scott
  - Jake Heggie, sáng tác; Terrence McNally, viết lời nhạc kịch (Patrick Summers, Manuel Palazzo, Mark Hancock, Michael Mayes, Rodell Rosel, Kevin Burdette, Anthony Roth Costanzo, Nathan Gunn, Frederica von Stade, Ailyn Pérez, Joyce DiDonato, Dàn bè và dàn nhạc Dallas Opera)
- Mazzoli: Vespers for Violin
  - Missy Mazzoli, sáng tác (Olivia De Prato)

### Video/Phim âm nhạc
Video âm nhạc xuất sắc nhất
- "This Is America" – Childish Gambino
  - Hiro Murai, đạo diễn; Ibra Ake, Jason Cole & Fam Rothstein, sản xuất
- "Apeshit" – The Carters
  - Ricky Saiz, đạo diễn; Mélodie Buchris, Natan Schottenfels & Erinn Williams, sản xuất
- "I'm Not Racist" – Joyner Lucas
  - Joyner Lucas & Ben Proulx, đạo diễn; Joyner Lucas, sản xuất
- "Pynk" – Janelle Monáe
  - Emma Westenburg, đạo diễn; Justin Benoliel & Whitney Jackson, sản xuất
- "Mumbo Jumbo" – Tierra Whack
  - Marco Prestini, đạo diễn; Sara Nassim, sản xuất

Phim âm nhạc xuất sắc nhất
- Quincy – Quincy Jones
  - Alan Hicks & Rashida Jones, đạo diễn; Paula DuPré Pesmen, sản xuất
- Life in 12 Bars – Eric Clapton
  - Lili Fini Zanuck, đạo diễn; John Battsek, Scooter Weintraub, Larry Yelen & Lili Fini Zanuck, sản xuất
- Whitney – (Whitney Houston)
  - Kevin Macdonald, đạo diễn; Jonathan Chinn, Simon Chinn & Lisa Erspamer, sản xuất
- Itzhak – Itzhak Perlman
  - Alison Chernick, đạo diễn; Alison Chernick, sản xuất
- The King – (Elvis Presley)
  - Eugene Jarecki, đạo diễn; Christopher Frierson, Georgina Hill, David Kuhn & Christopher St. John, sản xuất

## Nhiều đề cử và giải thưởng
Dưới đây là những cá nhân giành nhiều đề cử
| 8: - Kendrick Lamar 7: - Drake 6: - Boi-1da - Brandi Carlile | 5: - Cardi B - Mike Bozzi - Lady Gaga - Childish Gambino - H.E.R. - Maren Morris - Sounwave 4: - Dave Cobb - Ludwig Göransson - Greta Van Fleet - 40 - Post Malone - Manny Marroquin - PJ Morton - Kacey Musgraves - SZA | 3: - Beck - Toni Braxton - Cardo - The Carters (Beyoncé & Jay-Z) - John Daversa - Alexandre Desplat - Grey - Phil Hanseroth - Tim Hanseroth - Lalah Hathaway - Dave Kutch - John Prine - Jay Rock - Mark Ronson - Travis Scott - Al Shux - Chris Stapleton - Zedd |

2:
- Christina Aguilera
- Blanton Alspaugh
- Arctic Monkeys
- Sean Ardoin
- Chris Athens
- Louis Bell
- Tony Bennett
- Big Hawk
- Brian Blade
- James Blake
- Leslie Brathwaite
- Leon Bridges
- Brothers Osborne
- Camila Cabello
- Noel Cadastre
- Noel "Gadget" Campbell
- Darhyl "Hey DJ" Camper
- Jekalyn Carr
- Chloe x Halle
- J. Cole
- Bradley Cooper
- Lauren Daigle
- DJ Mustard
- Mark Donahue
- Larrance Dopson
- Tom Elmhirst
- Tobias Forge
- David Frost
- Future
- Serban Ghenea
- Ben Glover
- Ariana Grande
- John Hanes
- Fred Hersch
- Daveon Jackson
- Joelle James
- Shooter Jennings
- Jordan K. Johnson
- Stefan Johnson
- Tori Kelly
- Brock Korsan
- Diana Krall
- Evan LaRay
- Bettye Lavette
- Swae Lee
- Colin Leonard
- Morten Lindberg
- Dua Lipa
- Marcus Lomax
- Joyner Lucas
- Pete Lyman
- Ella Mai
- Chase McGill
- Pat McLaughlin
- Jonathan McReynolds
- Brad Mehldau
- Shawn Mendes
- Vince Mendoza
- Randy Merrill
- Miguel
- Janelle Monáe
- Willie Nelson
- Elizabeth Ostrow
- Benj Pasek
- Justin Paul
- John Powell
- Simon Rattle
- Bebe Rexha
- Anthony Rossomando
- St. Vincent
- Matt Schaeffer
- Dan Smyers
- Dirk Sobotka
- Eddie Spear
- Anthony Tiffith
- 21 Savage
- Randy Waldman
- John Williams
- Brian Courtney Wilson
- Lee Ann Womack
- Andrew Wyatt
- Miguel Zenón
- Chris Zwarg

Dưới đây là những cá nhân giành nhiều chiến thắng
| 4: - Childish Gambino - Kacey Musgraves | 3: - Brandi Carlile - John Daversa - Lady Gaga - Ludwig Göransson | 2: - Beck - Lauren Daigle - H.E.R. - Tori Kelly - Dua Lipa - Mark Ronson |

## Tưởng nhớ
- Aretha Franklin